# 정준기
정준기(鄭浚基, 1924년 9월~2007년 6월)는 조선민주주의인민공화국의 부총리를 포함하여 북한 정부에서 다양한 직책을 맡은 조선민주주의인민공화국의 정치인이었다.

## 생애
1924년 9월에 태어났다. 평양의 숭실중학교를 다녔다가 중퇴했다. 해방 후 김일성종합대학에서 공부한 뒤 1950년 모스크바 국립 대학교 정치경제학과를 다녔다. 1953년 귀국해 조선로동당 선전선동부장을 맡았고, 1954년에는 그는 선전선동부 과장직을 맡았다. 8월 종파 사건 이후 최창익과 박창옥을 맹렬히 비난해 김일성의 신임을 얻었고, 1962년 1월 선전선동부 부국장에 올랐다. 1963년 4월 조선로동당의 주요 기관지인 로동신문 편집장에 임명되었고, 1964년 2월 조선언론인동맹 중앙위원장, 조선로동당 위원장이 되었다. 1966년 10월 제2차 당대회 집행부에 선출되었고, 1970년 11월 제5차 대회에서 중앙위원회 위원으로 선출되었다. 1965년 9월 북-인도네시아 친선협회 회장, 1965년 9월 북-북베트남 친선협회 회장, 1972년 10월 북-페루 친선협회 회장을 역임하는 등 외교 분야에서 중요한 역할을 했다. 1972년 12월 최고인민회의 제5기 상임위원회 대의원, 상임위원회 위원으로 선출되었으며, 1973년 9월 20일 중앙인민위원회 정령에 따라 행정위원회 부총리에 임명되었다. 1973년 10월 정치위원회 후보위원으로 보선됐고, 1977년 4월 강현수를 대신해 평양시 인민위원회 위원장에 취임했다. 1977년 11월 최고인민회의 제6기 대의원으로 선출되었으며, 제6기 행정회의 부총리직을 유지하였다. 1978년 평양시 인민위원장 자리를 김만검에게 넘겼다. 1982년에 그는 다시 최고인민회의 제7기 대의원으로 선출되었다. 1987년 8월 박용순 장의위원회 위원을 역임했다. 1986년에 그는 다시 임명되었다. 1994년 김일성 장례위원회 위원으로 활동했다.